# Benson Idahosa

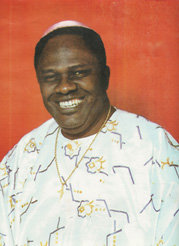
Erzbischof Benson Idahosa

Benson Andrew Idahosa (* 11. September 1938 in Benin City; † 12. März 1998) war ein nigerianischer Evangelist und der erste pfingstlerische Erzbischof Nigerias.

## Leben
Geboren in einer armen Familie heidnischer Apoor-Eltern, ließ der Vater das stets kränkliche Kind im Alter von 18 Monaten auf den Müll werfen. Die Mutter erbarmte sich jedoch des Kindes, weil sie sein Geschrei nicht ertragen konnte. Vom Vater verstoßen, musste Idahosa sich als Feldarbeiter verdingen. Eine reguläre Schulbildung konnte er nicht erlangen.
Die Eltern pflegten traditionell religiöse Vorstellungen, Idahosa jedoch bekannte sich schon als Jugendlicher zum Christentum, nachdem er eines Sonntagnachmittags während eines Fußballspiels mit Freunden von einem Pastor angesprochen worden war. Er wurde bald einer der engagiertesten Christen der kleinen Gemeinde in Benin City. Einer nächtlichen Vision folgend machte er sich bald darauf auf, als Prediger das Evangelium von Dorf zu Dorf zu verkündigen. Nachdem er die heilerische Wirkung seiner Gebete entdeckt hatte, erhielt er enormen Zulauf. Bis zum Jahr 1971 gründete Idahosa über 6000 Gemeinden in Nigeria und Ghana. Seine Mission führte ihn in 143 Länder und am Ende seines Lebens wurde von ihm gesagt, er habe zu mehr Weißen gepredigt als irgendein anderer schwarzer Prediger und zu mehr Schwarzen als irgendein Weißer. Mit seinem Schwerpunkt der Evangelisation organisierte er Massenveranstaltungen, sogenannte Crusades. Ein im April 1985 in Lagos abgehaltener Crusade erreichte eine Teilnehmerzahl von annähernd einer Million.
In seinen späteren Lebensjahren fand Idahosa Gelegenheit, seine Bildung nachzuholen, so erlangte er verschiedene theologische Diplome in den USA und promovierte 1984 in Jura an der Oral Roberts University in Oklahoma (USA). Nach Gründung einer Kirche der Church of God Mission International mit Hauptquartier in Benin City, errichtete diese verschiedene Stiftungen, darunter eine Universität, die Benson Idahosa University, und einen Fernsehsender mit einem Teilnehmerumfang von bis zu 50 Millionen in Nigeria. Die Bibelschule der Church of God Mission in Benin City zieht Seminaristen aus ganz Afrika, vielen asiatischen Ländern und auch Europa an. Idahosa war Gründungspräsident der Pentecostal Fellowship of Nigeria (PFN), dem Dachverband der Pfingstkirchen in Nigeria. Er unterhielt enge Kontakte zu internationalen Evangelisten, darunter Billy Graham.

## Lehre
Die theologische Botschaft Idahosas war einfach und massenwirksam. Sie lässt sich zusammenfassen in dem Satz, „alles ist dem möglich, der glaubt“. Er ging davon aus, dass das gründliche Studium der Bibel in Verbindung mit unerschütterlichem Glauben jedes Leben ändern könne. Idahosa war zutiefst davon überzeugt, „dass Gott übernatürlich ins Weltgeschehen und in das Leben von einzelnen Menschen“ eingreife. Er ermutigte seine Anhänger, sich nicht in ein angeblich unabänderliches Schicksal zu fügen, sondern Gott zu vertrauen, dass er ihre kühnsten Träume Wirklichkeit werden lasse. Zitat: „Ich gebe das Geheimnis in Ihre Hände; es hat bei mir funktioniert – und Gott kann das gleiche auch in Ihrem Leben tun.“
Einer seiner bekanntesten Aussprüche lautet: „Wenn dein Glaube ja sagt, dann kann Gott nicht nein sagen“. Wie die meisten Pfingstler verkündete Idahosa auch den materiellen Erfolg als Segen Gottes: „Mein Gott ist kein armer Gott“, pflegte er diese Botschaft zu rechtfertigen. Der Glaube an die übernatürliche Wirksamkeit Gottes war ebenfalls Gegenstand seiner Verkündigung. Dass für Idahosa prinzipiell nichts unmöglich schien, wird dadurch illustriert, dass behauptet wird, er habe während der Jahre seiner Evangelisation 28 Tote wieder zum Leben erweckt. Die sogenannte Wohlstandslehre wurde seinerzeit eingeführt von Idahosa, der einen großen Einfluss auf die jüngere Generation afrikanischer Charismatikerinnen und Charismatiker sowie pfingstkirchliche Christinnen und Christen hatte.

## Werke
- Faith Can Change Your Destiny. Highland books, 1986, ISBN 978-0-946616-26-8.
- Faith for all Life Storms. New Leaf Press, 1992, ISBN 0-89221-222-5.
- Strangers to Failure. Harrison House, 1994, ISBN 0-89274-761-7.
- Faith to change the World. Destiny Image Pub., 1994, ISBN 1-56043-760-X.